# Anatolij Onoprijenko
Anatolij Jurijewitsch Onoprijenko (ukrainisch Анатолій Юрійович Онопрієнко, wiss. Transliteration Anatolij Jurijewitsch Onoprijenko; * 25. Juli 1959 in Lasky bei Narodytschi; † 27. August 2013 in Schytomyr) war ein ukrainischer Serienmörder. Er wurde als „Terminator von Tschernobyl“ bekannt.

## Leben

### Jugend und Vorgeschichte
Onoprijenko wuchs in einem ukrainischen Waisenhaus auf. Er galt als Einzelgänger, der jedoch mit großem Selbstvertrauen auftrat. In der Schule hatte er stets Probleme, wurde sogar aufgrund mangelhafter Leistungen frühzeitig entlassen. Später trat er dann der Handelsmarine bei und bereiste auf dem Kreuzfahrtschiff Maxim Gorkiy die ganze Welt. Nach seinem Ausscheiden aus der Marine zog er als Asylsuchender durch verschiedene Länder Europas wie Deutschland, Griechenland und Spanien, wurde jedoch nirgendwo als asylberechtigt anerkannt.

### Taten
Onoprijenko tötete innerhalb eines Zeitraumes von sieben Jahren (1989–1996) 52 Menschen in der gesamten Ukraine. Die Zeitungen gaben ihm als dem schlimmsten Serienmörder des Landes den Beinamen „Terminator von Tschernobyl“. Seine Opfer, in der Regel ganze Familien, die er nachts auf einsamen Höfen aufsuchte, tötete er mit einer abgesägten Schrotflinte, einem Messer oder anderen Gegenständen, wie etwa einem Spaten. Er nahm sich anschließend die Zeit, seine Taten genau zu begutachten. Meist raubte er seine Opfer nach der Tat aus. Um Beweise zu vernichten, verbrannte er mehrere Wohnhäuser seiner Opfer.
Nach der größten Fahndungsaktion in der Geschichte der Ukraine – 2000 Polizisten durchkämmten ein Gebiet von 100 Quadratkilometern – wurde Onoprijenko schließlich ohne Widerstand am 16. April 1996 in der Wohnung seiner Verlobten verhaftet.

### Nach der Festnahme
Nach der Festnahme Onoprijenkos, der ein umfassendes Geständnis ablegte, wurden in der Bevölkerung Stimmen laut, ihn trotz der abgeschafften Todesstrafe hinzurichten. Während der Untersuchungshaft brachte die Staatsanwaltschaft Onoprijenko zu den Tatorten, damit mit seiner Hilfe die Morde rekonstruiert werden konnten. Dabei hielt sich Onoprijenko daran, möglichst detailliert über die Grausamkeiten zu berichten, die er begangen hatte. Dies führte dazu, dass diese Tatortbegehungen nur unter massivem Einsatz der Polizei möglich waren, da die Anwohner in den jeweiligen Orten Onoprijenko lynchen wollten.
Onoprijenko wurde von einem Gericht in Schytomyr zum Tode verurteilt, die Vollstreckung der Strafe jedoch ausgesetzt, da die Todesstrafe in der Ukraine seit ihrem Beitritt zum Europarat nicht mehr vollstreckt wird (vgl. Europäische Menschenrechtskonvention). Zuletzt saß Onoprijenko im Hochsicherheitsgefängnis von Schytomyr unter höchster Sicherheitsstufe in Einzelhaft ein. Hier erlag er 54-jährig Ende August 2013 einem Herzinfarkt.